# 28 août 1981
Le vendredi 28 août 1981 est le 240e jour de l'année 1981.

## Naissances
- Agata Wróbel, haltérophile polonaise
- Aleksei Tsvetkov, joueur de hockey sur glace russe
- Alessia Lanzini, joueuse italienne de volley-ball
- Amara Sy, joueur de basket-ball français
- Catherine Apalat, personnalité ougandaise du cinéma
- Charlie Frye, joueur de football américain
- Clarisa Fernández, joueuse de tennis argentine
- Daisuke Katagami, joueur professionnel japonais de shogi
- Dan Deacon, musicien américain
- Daniel Gygax, footballeur suisse
- Holley Fain, actrice américaine
- Israel Téllez, matador mexicain
- Jake Owen, chanteur country américain
- Kezia Dugdale, politicien britannique
- Marcin Jędrusiński, athlète polonais
- Mobulu M'Futi, footballeur congolais (RDC)
- Oihana Azkorbebeitia, skyrunner espagnole
- Raphael Matos, pilote automobile brésilien
- Salem Kedy, réalisateur camerounais
- Siobhan Baillie, femme politique britannique
- Soazig de La Moissonnière, photographe française
- Steven Pelé, footballeur français
- Thomas Léonard, arbitre français de football
- Ulises Solís, boxeur mexicain
- Vu Nhu Thanh, footballeur vietnamien
- Yunesky Maya, lanceur droitier de la Ligue majeure de baseball

## Décès
- Béla Guttmann (né le 27 janvier 1899), footballeur et entraîneur hongrois
- Furcie Tirolien (né le 30 janvier 1886), homme politique français
- Guy Stevens (né le 13 avril 1943), producteur de musique britannique
- Jean Bourdeillette (né le 24 octobre 1901), diplomate et poète français (1901–1981)
- Lubomir Guentchev (né le 26 novembre 1907), poète, dramaturge, traducteur et essayiste bulgare, écrivant en bulgare et en français
- Maurice Boissais (né le 26 novembre 1901), écrivain français
- Paul Anspach (né le 1er avril 1882), escrimeur olympique belge
- Ronnie Self (né le 5 juillet 1938), musicien américain
- Suzanne Mansion (née le 30 juillet 1916), philosophe belge

## Événements
- Découverte des astéroïdes :
  - 2524 Budovicium
  - Découverte de 2707 Ueferji
  - 3096 Bezruč
  - (3163) Randi
  - 3645 Fabini
  - (4596) 1981 QB
  - (5860) Deankoontz
- Sortie du film Des endroits sensibles